# Cinclosomatidae
Los cinclosomátidos (Cinclosomatidae) son una familia obsoleta de aves paseriformes que consistía en quince especies. A partir de la versión 2.2 (de 2009) desapareció de la clasificación de referencia del Congreso Ornitológico Internacional. Sus miembros en la actualidad se clasifican en las familias Psophodidae, Eupetidae e Ifritidae.

## Especies de Cinclosomatidae
La familia consistía en quince especies agrupadas en seis géneros:
Androphobus:
- Androphobus viridis - zordala  papú;

Psophodes:
- Psophodes olivaceus - zordala crestada oriental;
- Psophodes nigrogularis - zordala crestada occidental;
- Psophodes occidentalis - zordala picocuña occidental;
- Psophodes cristatus - zordala picocuña oriental;

Cinclosoma:
- Cinclosoma punctatum - zordala manchada;
- Cinclosoma castanotus - zordala castaña;
- Cinclosoma castaneothorax - zordala pechicastaña;
- Cinclosoma cinnamomeum - zordala canela;
- Cinclosoma ajax - zordala pintada;

Ptilorrhoa:
- Ptilorrhoa leucosticta - zordala de los Geisler;
- Ptilorrhoa caerulescens - zordala azul;
- Ptilorrhoa castanonota - zordala dorsicastaña;

Eupetes:
- Eupetes macrocerus - zordala colilarga;

Ifrita:
- Ifrita kowaldi – ifrita.